# Software libero pensiero libero - Volume secondo
Software libero pensiero libero 2 è il secondo volume di un saggio di Richard Stallman, pubblicato in Italia da Stampa Alternativa in due volumi separati nel 2003 e 2004.
Questo secondo volume del libro raccoglie, per la prima volta, gli scritti e gli interventi di Richard Stallman, l'ideatore del movimento del software libero e del progetto GNU.
In questa raccolta l'analisi di Stallman si sofferma su aspetti attuali e futuri della cultura informatica e tecnologica, dalle licenze libere, la GNU General Public License, la GNU Lesser General Public License e la GNU Free Documentation License alla riflessione sulla necessità di pratiche cooperative a largo raggio nel campo del software, perché la libera e totale circolazione delle idee, estensione naturale di tale condivisione, è un percorso obbligato per lo sviluppo e la tutela di una società aperta e partecipativa.
La traduzione è a cura di Bernardo Parrella e del gruppo traduttori italiani del progetto GNU.

## I capitoli
Il libro, con introduzione di Bernardo Parrella, è suddiviso in tre parti.

### Parte prima: Libertà, società e software
- Libertà, società e software
- Possiamo fidarci del nostro computer?
- Perché il software dovrebbe essere libero
- Diritto d'autore e globalizzazione nell'era delle reti informatiche
- Software libero: libertà e cooperazione
- Termini da evitare

### Parte seconda: Le licenze
- Licenza Pubblica Generica (GPL) del progetto GNU
- Licenza Pubblica Generica Attenuata (LGPL) del Progetto GNU
- Licenza per Documentazione Libera (FDL) del Progetto GNU

### Parte seconda: Risorse utili
- ASSOLI: Progetti operativi in Italia e in Europa

## Licenza
Il libro è stato rilasciato con licenza copyleft e quindi si consente la copia letterale e la distribuzione di uno o di tutti gli articoli di questo libro, nella loro integrità, a condizione che su ogni copia sia mantenuta la citazione del copyright e questa nota.
Il libro è liberamente scaricabile dal sito del progetto GNU: Software libero Pensiero libero Volume secondo.

## Edizioni
- Richard Stallman, Software libero Pensiero libero Volume secondo (PDF), Stampa Alternativa, 2004,  p. 224, ISBN 978-88-7226-786-8. URL consultato il 3 luglio 2010 (archiviato dall'url originale il 7 luglio 2007).